# Вагран
Вагра́н (Вагранка, Иегран-Яг) — река в Свердловской области, правый приток Сосьвы. Длина реки — 137 километров. Площадь водосборного бассейна — 1620 км². Глубина — 0,4—0,5 м, в паводок — до 2-3 метров. Ширина русла — 30-40 метров. В черте города Североуральска протекает по бетонному руслу.

## Описание
Вагран берёт начало в Уральских горах, на границе Свердловской области с Пермским краем, стекая с восточного склона Сосьвинского Камня, протекает по Североуральскому муниципальному округу и впадает в реку Сосьву. Притоками Ваграна являются реки Оленья, Лямпа, Колонга, Сарайная, Шампа, Большой Лих, Малый Лих, Коноваловка, Ольховка, Крив-Вагранский, Сурья, Тулайка, а также ручей Крутой.
Озёра в бассейне: Троицкое, Гальяново, Крылышкино.
В пределах города Североуральска Вагран протекает по искусственному железобетонному каналу с пологими берегами, позволяющими подходить непосредственно к воде. Благодаря чему стали доступны ранее затопленные участки Коноваловской пещеры (открыта во второй половине XX века).
Также параллельно основному руслу построен дублирующий железобетонный канал с системой шлюзов. Весь комплекс (искусственное русло реки, дублёр, шлюзовые сооружения) был создан в 60-е годы XX века и представляет собой уникальное гидротехническое сооружение для предотвращения попадания воды в подземные бокситовые шахты, расположенные в окрестностях города.
Берега Ваграна в основном лесисты и заболочены. В скалистых берегах часто образуются известняковые пещеры и причудливые известняковые образования.

## Притоки
- 46 км: Крутой
- 53 км: Сарайная
- 54 км: Колонга
- 60 км: Коноваловка
- 66 км: Малый Лих
- 71 км: Большой Лих
- 93 км: Оленья
- 100 км: Лямпа
- 103 км: Шомпа
- 111 км: Ольховка
- 112 км: Крив-Вагранский
- 123 км: Сурья
- 123 км: Тулайка

## Этимология
Происхождение названия остаётся неясным. Существует несколько предположений. Первое: название произошло от русского слова «вагранка» — печь, так как по берегам реки много пещер, похожих на печи вагра. Второе мнение позволяет предложить этимологию из русского языка, в котором есть глагол «варгыны» со значением «бурлить», «клокотать». Форма «варган» может рассматриваться как образование от этого глагола причастия с суффиксом -ан-. В таком случае значение топонима «Бурлящая» обычное для реки, верховья которой находятся среди гор. Третье, наиболее вероятное предположение: слово пришло из языка коренного народа манси, а именно от слов «агыр» (водоворот, омут) или «варгыны» (бурлить, клокотать).

## Топографические карты
- Лист карты P-41-133,134 Маслово. Масштаб: 1 : 100 000. Состояние местности на 1983 год. Издание 1987 г.
- Лист карты P-40-143,144 Заповедник Денежкин Камень. Масштаб: 1 : 100 000. Издание 1983 г.